# Saint-Martin (Valais)
Saint-Martin é uma comuna da Suíça, no Cantão Valais, com cerca de 875 habitantes. Estende-se por uma área de 36,96 km², de densidade populacional de 24 hab/km². Confina com as seguintes comunas: Evolène, Grimentz, Hérémence, Mase, Nax, Vex. 
A língua oficial nesta comuna é o Francês.